# Fiesso Umbertiano
Fiesso Umbertiano är en ort och kommun i provinsen Rovigo i regionen Veneto i Italien. Kommunen hade 3 961 invånare (2018).